# Sèvremont
Sèvremont è un comune francese del dipartimento della Vandea della regione dei Paesi della Loira.
È stato creato il 1º gennaio 2016 dalla fusione dei preesistenti comuni di Les Châtelliers-Châteaumur, La Flocellière, La Pommeraie-sur-Sèvre e Saint-Michel-Mont-Mercure.